# Narcos
Narcos är en amerikansk TV-serie, producerad exklusivt för Netflix. De första 10 avsnitten släpptes den 28 augusti 2015. Serien är skapad samt producerad av Chris Brancato, Carlo Bernard och Doug Miro. Den är baserad på den ökända knarkkungen Pablo Escobars liv. Han blev miljardär genom produktion och distribution av kokain. En fortsättning om 10 avsnitt släpptes den 2 september 2016. Seriens namn är en förkortning av spanskans ord för droghandlare - narcotraficante.

## Rollista (i urval)

### Huvudroller
- Wagner Moura – Pablo Escobar
- Boyd Holbrook – Steve Murphy
- Pedro Pascal – Javier Peña
- Joanna Christie – Connie Murphy
- Maurice Compte – Horacio Carrillo
- André Mattos – Jorge Ochoa
- Roberto Urbina – Fabio Ochoa
- Diego Cataño – La Quica
- Jorge A. Jimenez – Poison
- Paulina Gaitán – Tata Escobar
- Stephanie Sigman – Valeria Vélez
- Arturo Castro – David Rodríguez (säsong 3)

### Återkommande
- Richard T. Jones – CIA Officer
- Luis Guzmán – José Gonzalo Rodríguez Gacha
- Juan Pablo Raba – Gustavo Gaviria
- Juan Riedinger – Carlos Lehder
- Paulina García – Hermilda Gaviria
- Ana de la Reguera – Elisa
- Danielle Kennedy – Ambassadör Noonan
- Jon-Michael Ecker – Lion
- Bruno Bichir – Luis Fernando Duque
- Raúl Méndez – César Gaviria
- Patrick St. Esprit – Colonel Wysession
- Manolo Cardona – Eduardo Sandoval
- Thaddeus Phillips – Agent Owen
- Ariel Sierra – Sureshot
- Carolina Gaitán – Marta Ochoa
- Laura Perico – Marina Ochoa
- Vera Mercado – Ana Gaviria